# Caroline Polachek
Caroline Elizabeth Polachek (New York, 20 juni 1985) is een Amerikaans zangeres, muziekproducer en songwriter.
Ze vormde als student in 2005 tezamen met Aaron Pfenning het indiepopduo Chairlift, dat vanaf 2007 met Patrick Wimberly een derde lid telde. Vanaf 2014 deed ze ook soloprojecten onder de namen Ramona Lisa en CEP.
Nadat de groep uiteen ging in 2017, begon Polachek aan een solocarrière onder haar eigen naam. Polachek heeft met een groot aantal artiesten samengewerkt, waaronder Christine and the Queens, Charli XCX en Grimes en heeft aan teksten geschreven van onder meer Beyoncé en Travis Scott.
In 2022 deed ze het voorprogramma voor vrijwel het volledige Amerikaanse deel van de Future Nostalgia Tour van Dua Lipa.

## Hitlijsten

### Albums
| Album met hitnotering(en) in de Vlaamse Ultratop 200 albums | Datum van verschijnen | Datum van binnenkomst | Hoogste positie | Aantal weken | Opmerkingen |
| ----------------------------------------------------------- | --------------------- | --------------------- | --------------- | ------------ | ----------- |
| Look At Me Now                                              | 2019                  | 16-11-2019            | tip             | -            |             |
| Desire, I Want To Turn Into You                             | 2023                  | 25-02-2023            | 59              | 3            |             |

### Singles
| Single met hitnotering(en) in de Vlaamse Ultratop 50 | Datum van verschijnen | Datum van binnenkomst | Hoogste positie | Aantal weken | Opmerkingen          |
| ---------------------------------------------------- | --------------------- | --------------------- | --------------- | ------------ | -------------------- |
| Bruises                                              | 2008                  | 22-08-2009            | tip5            | -            | nummer van Chairlift |
| Ghost Tonight                                        | 2012                  | 17-03-2012            | tip35           | -            | nummer van Chairlift |
| Look At Me Now                                       | 2019                  | 16-11-2019            | tip             | -            |                      |

- Bibliothèque nationale de France: cb167004458 (data)
- Gemeinsame Normdatei: 1075388740
- International Standard Name Identifier: 0000 0004 0758 749X
- Library of Congress Control Number: no2020036638
- MusicBrainz: d8f43dc5-4613-48ac-8c23-a62b82f8c67a
- Virtual International Authority File: 317064296